# Гамлет (фільм, 1948)
«Гамлет» (англ. Hamlet) — британський художній фільм режисера Лоуренса Олів'є, екранізація однойменної трагедії Вільяма Шекспіра. Українською мовою фільм озвучено Так Треба Продакшн (переклад Леоніда Гребінки) на замовлення телеканалу Enter-фільм, де цей фільм і транслювався. Дітям рекомендовано перегляд разом з батьками.

## Сюжет
Неочікувано помирає король Данії. Його вдовиця, Гертруда, поспішно бере шлюб з братом покійного чоловіка Клавдієм, якого оголошують новим королем. Принцу Гамлету з'являється привид й повідомляє, що він зрадницьки отруєний власним братом. В спочатку сором'язливому й замріяному юнакові визрівають жага помсти й ненависть до вбивці батька, й жалість до обдуреної матері, що йде на за покликом власних почуттів. Своєю чергою, Клавдій також хоче смерті Гамлета.

## В ролях
- Лоуренс Олів'є — Принц Гамлет
- Джин Сіммонс — Офелія
- Бейзіл Сідні — Клавдій
- Ейлін Герлі — Гертруда
- Норман Вуланд — Гораціо
- Фелікс Ейлмер — Полоній
- Теренс Морган — Лаерт
- Стенлі Голловей — могильник
- Пітер Кушинг — Озрік
- Ентоні Квейл — Марцелл
- Есмонд Найт — Бернардо
- Крістофер Лі — списоносець
- Патрік Макні — придворний (статист)

## Нагороди та номінації

### Нагороди
- 1948 — дві премії Венеційського кінофестивалю: приз «Золотий лев» (Лоуренс Олів'є), Кубок Вольпі за найкращу жіночу роль (Джин Сіммонс)
- 1949 — чотири премії Оскар: найкращий фільм, найкращий актор (Лоуренс Олів'є), найкраща робота художників та декораторів (Роджер Фьорс, Кармен Діллон), найкращі костюми (Роджер Фьорс)
- 1949 — BAFTA за найкращий фільм року
- 1949 — премія «Боділ» за найкращий європейський фільм (Лоуренс Олів'є)
- 1949 — дві премії «Золотий глобус»: найкращий закордонний фільм, найкращий актор (Лоуренс Олів'є)
- 1949 — премія Нью-йоркських критиків найкращому актору року (Лоуренс Олів'є)
- 1950 — премія італійських кінокритиків (Italian Film Critics Award) на Венеційському кінофестивалі

### Номінації
- 1949 — три номінації на Оскар: найкращий режисер (Лоуренс Олів'є), найкраща музика (Вільям Волтон), найкраща акторка другого плану (Джин Сіммонс)
- 1949 — номінація на BAFTA за найкращий британський фільм

## В літературі
Головний герой роману Джерома Д. Селінджера «Над прірвою у житі», Голден Колфілд не надто добре ставиться до гри кіноакторів. «Вони поводяться на сцені зовсім не схоже на людей». Як приклад Голден наводить гру Лоуренса Олів'є в «Гамлеті».

Не розумію, що
особливого в цьому Лоуренсі Олів'є. Голос в нього вражаючий, й красивий він доволі, й на нього приємно дивитись, коли він ходить або б'ється на дуелі, але він був зовсім не такий, яким, за словами Д. Б., має бути Гамлет. Він був більше схожий на якого-небудь генерала, ніж на такого дивака, трохи схибнутого.